# Ліван на літніх Олімпійських іграх 1980
Ліван брав участь у Літніх Олімпійських іграх 1980 року у Москві (СРСР) увосьме за свою історію, і завоював одну бронзову медаль.
Бронза Хассана Бехар залишається на даний момент останньою нагородою ліванських спортсменів на Олімпійських іграх.

## Бронза
- Греко-римська боротьба, понад 100 кг — Хассан Бехара.